# Rudolf von Alt

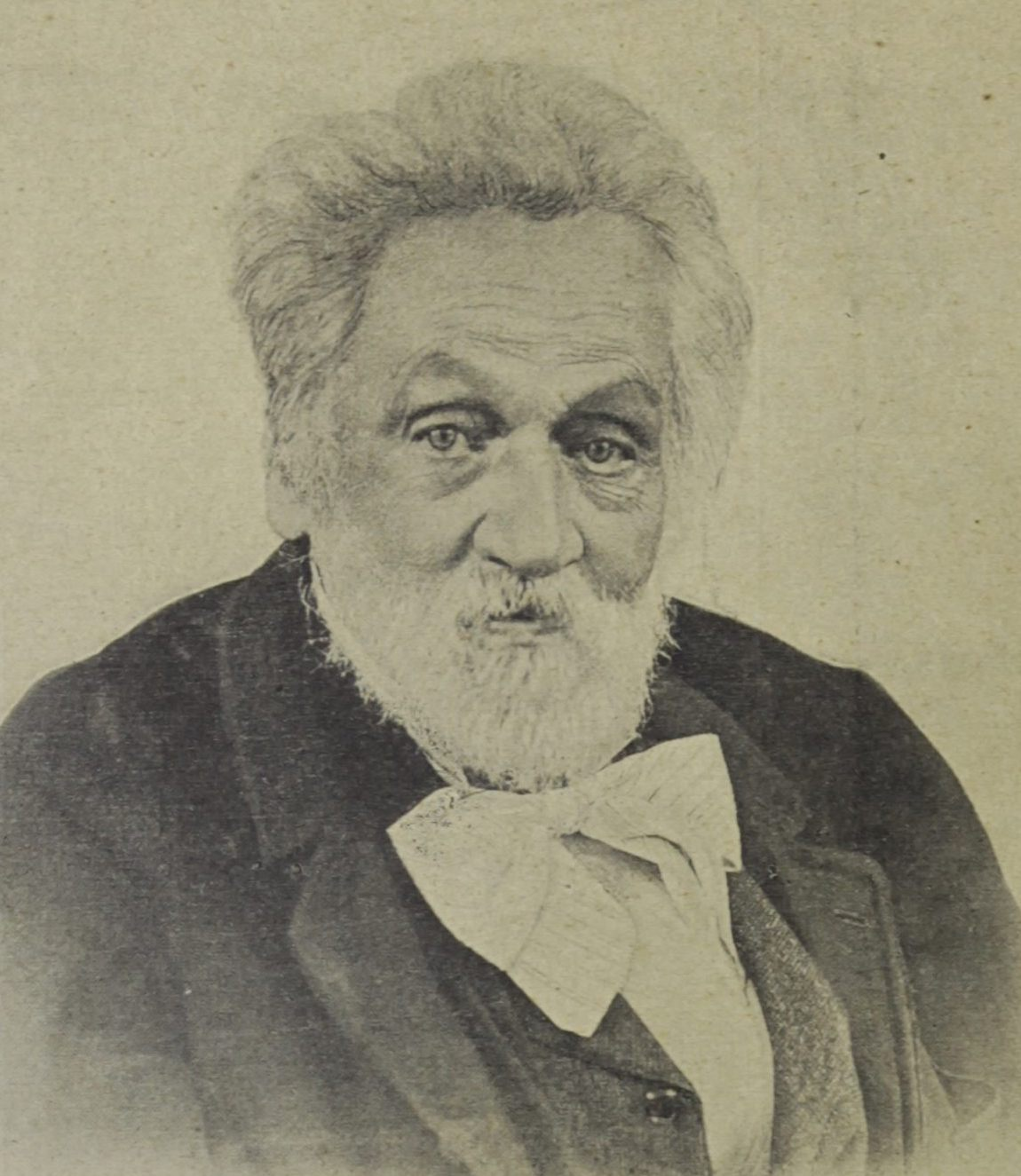
Rudolf von Alt, um 1902

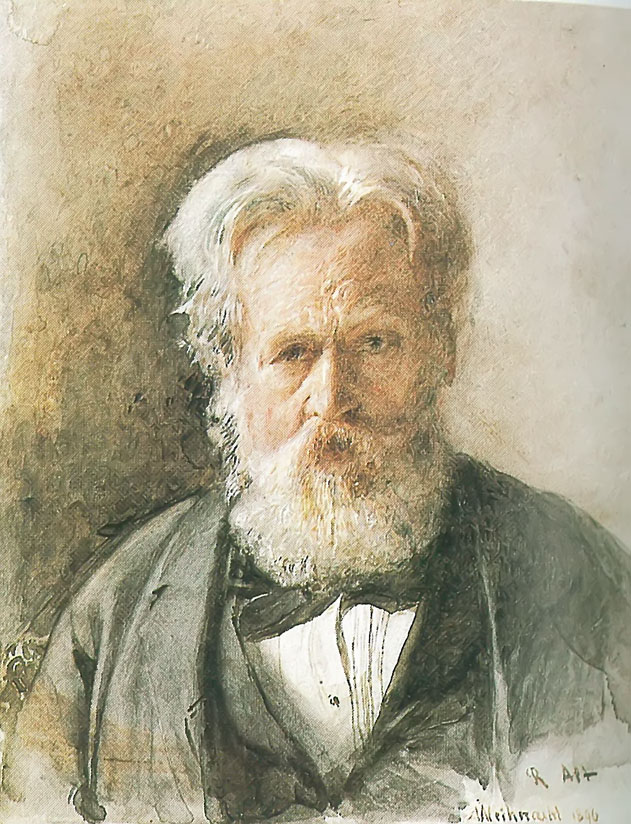
Rudolf von Alt, Selbstporträt 1890

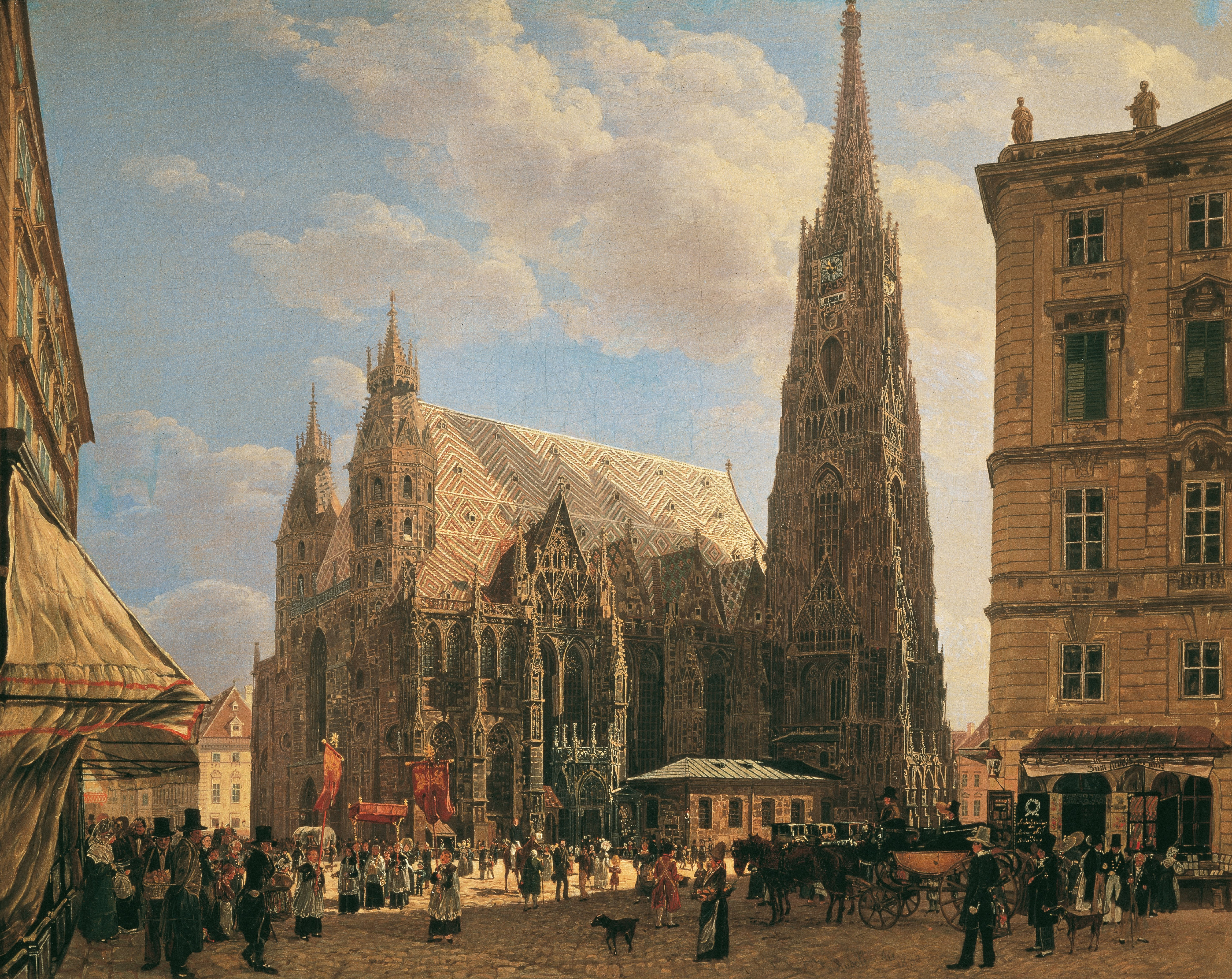
Der Stephansdom in Wien, 1832, Belvedere, Wien

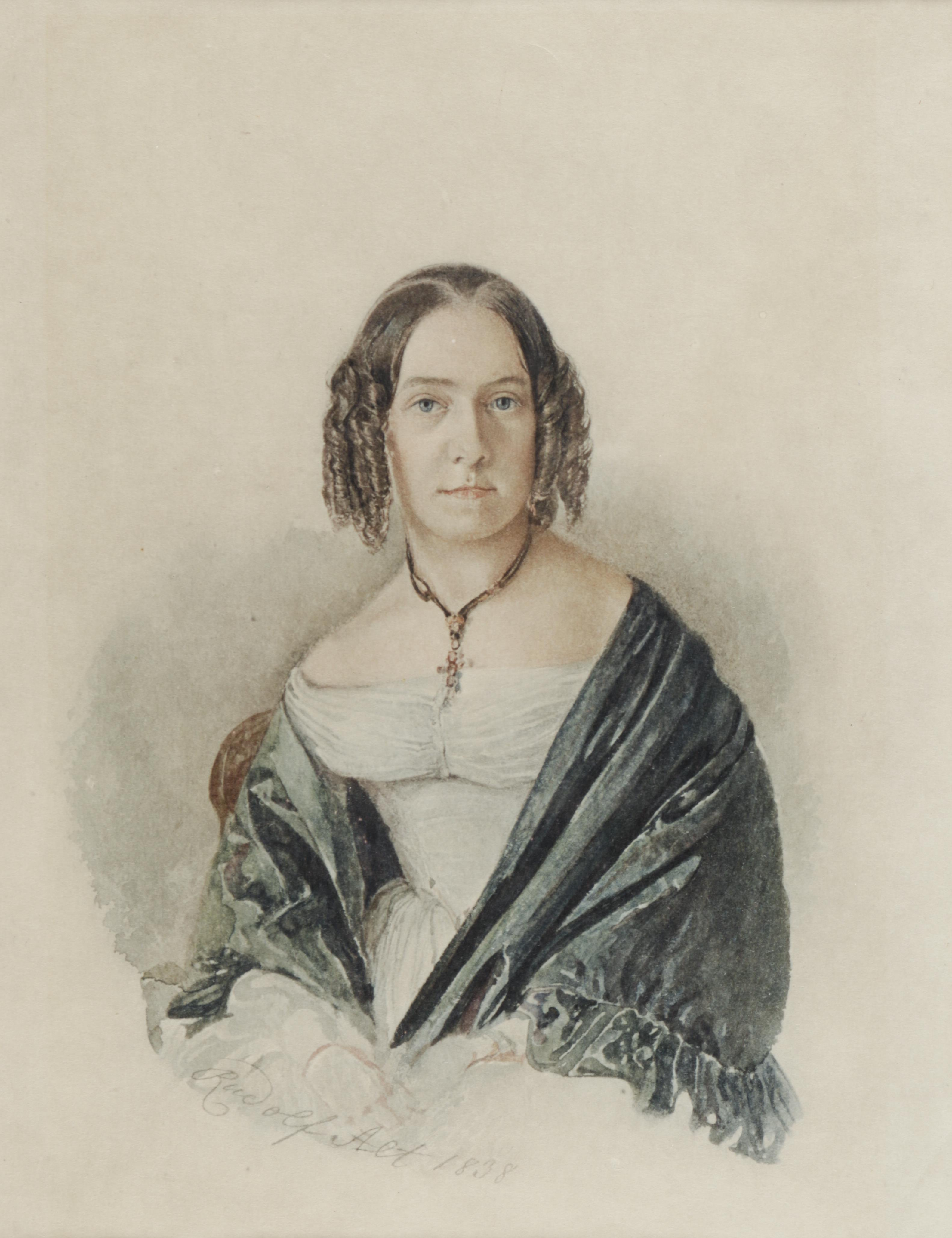
Damenporträt, 1838

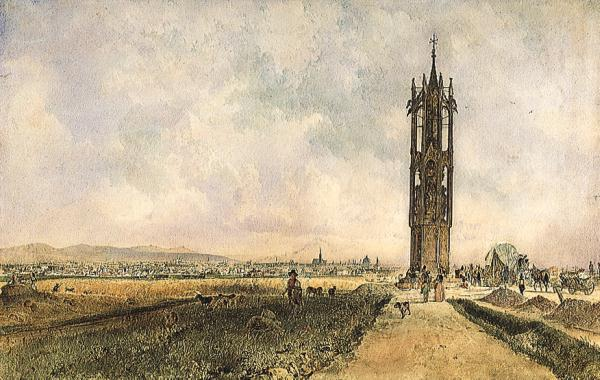
Spinnerin am Kreuz (Wien)

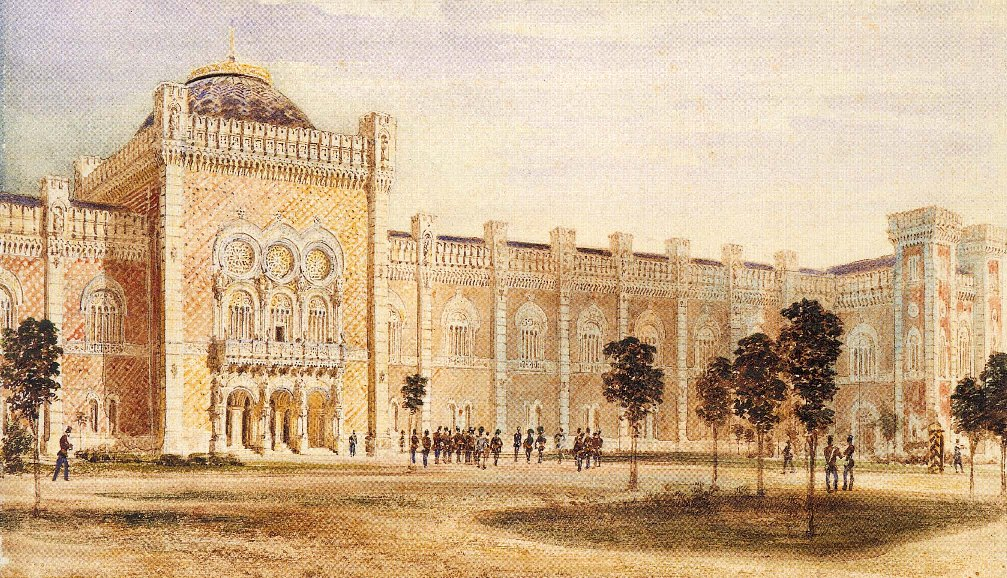
Ansicht des k.k. Hofwaffenmuseums. Aquarell, 1857

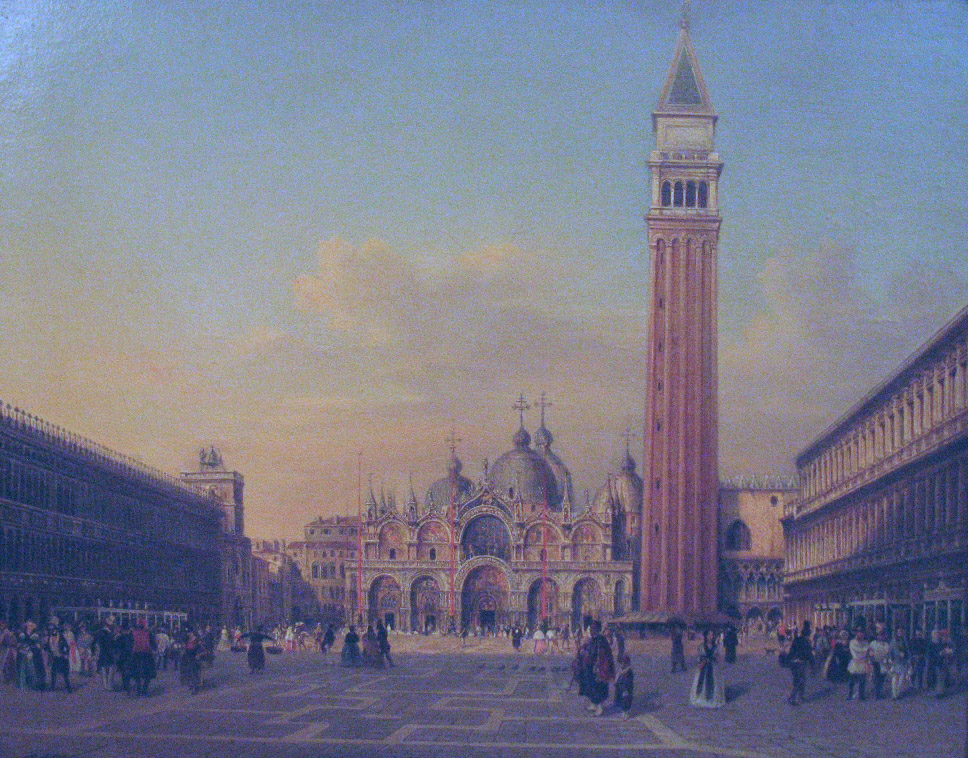
Der Markusplatz in Venedig mit österreichischem Militär, um 1860 (HGM).

Rudolf Ritter von Alt (* 28. August 1812 in Wien; † 12. März 1905 ebenda) war ein österreichischer Maler und Aquarellist. 

## Leben
Rudolf von Alt war der Sohn des Vedutenmalers Jakob Alt (1789–1872) und dessen Gattin Maria Anna Schaller (1790–1872). Er wurde in dem ehemaligen Wiener Vorort Alservorstadt 136 (heute Alser Straße 8) geboren. Sein jüngerer Bruder Franz Alt (1821–1914) war ebenfalls Maler. Er lernte bei seinem Vater in dessen Werkstatt und kolorierte bereits als Kind dessen Lithografien. Der Vater nahm ihn auch häufig auf seinen Reisen mit. Zu Weihnachten 1817 stand im Hause Alt bereits ein damals noch ganz neuer geschmückter Christbaum.
1825–1832 war Alt Schüler der Wiener Akademie, seit 1826 in der Landschaftsklasse von Josef Mössmer. Schon bald erhielt er dort einen 1. Preis und stellte 1830 erstmals dort aus. Vater und Sohn machten ausgehende Reisen durch die Länder der Monarchie und arbeiteten so eng zusammen, dass es oft nicht möglich ist, zu entscheiden, von wem ein bestimmtes Bild geschaffen wurde. Der Höhepunkt ihrer Zusammenarbeit waren die sogenannten „Guckkastenbilder“ für den späteren Kaiser Ferdinand I.
1835 lernte Alt auf einer Studienreise in Italien Moritz von Schwind und den bayerischen König Ludwig I. kennen. 1841 bis zu deren Tod 1843 war er mit Hermine Oswald aus Wien verheiratet, 1846 heiratete er seine zweite Gattin Berta Malitschek aus Troppau. Im Revolutionsjahr 1848 stellte sich Rudolf von Alt in Wien als Bürgergardist zur Verfügung. Seine Familie schickte er vorsichtshalber zu den Schwiegereltern nach Troppau. Als dann Mitte Oktober 1848 die Ereignisse in der Hauptstadt dem Bürgergardisten Alt zu radikal wurden, verließ er zusammen mit dem damals sechzehnjährigen Ludwig Passini (1832–1903) fluchtartig Wien. Im niederösterreichischen Traismauer nahmen sie zusammen ein Notquartier im Gasthof Hofkirchner (heute Gasthof zum Schwan). In seinen Lebenserinnerungen schrieb er dazu, „ich war im Jahr 1848 National-Gardist, aber ich ging sehr bald nach Traismauer, wo meine Leute wohnten“. Auf einem Briefkuvert hielt er die Situation in schneller Skizze fest und malte auch in zwei dokumentierten Werken Bauernhäuser in Traismauer.
1848 wurde er auch Mitglied der Akademie, was aber erst 1866 kaiserlich bestätigt wurde.
Alt unternahm Studienreisen durch ganz Europa, so 1863 auf die Krim, 1864 nach Deutschland und 1867 nach Italien. 1867 wurde er Mitglied der Berliner Akademie, 1879 Professor an der Wiener Akademie. Auch im höheren Alter war er an den neuesten Entwicklungen in der Kunst interessiert und war deshalb auch 1897 eines der Gründungsmitglieder der Wiener Secession, deren Ehrenpräsident er im selben Jahr wurde. Erst in diesem Jahr suchte er um die Erhebung in den Adelsstand an und durfte seinem Namen ab da das von voranstellen.
Rudolf von Alt verkehrte gerne im „Goldenen Löwen“ in der Josefstadt, wo er mit den Literaten Ludwig Anzengruber und Vinzenz Chiavacci verkehrte.
Seit 1841 wohnte er in der Skodagasse 11, wo er auch starb. Am Haus befindet sich eine Gedenktafel für ihn. Er erhielt ein Ehrengrab auf dem Wiener Zentralfriedhof (Gruppe 14 A, Nummer 52), das von Josef Engelhart gestaltet wurde.
In Bad Gastein im Bundesland Salzburg verlebte der österreichische Maler die Sommermonate der Jahre 1886 bis 1899 und vollendete eine Reihe seiner meisterhaften Landschaftsbilder. Heute erinnert der nach ihm benannte Rudolf von Alt-Weg und das dort befindliche Haus mit entsprechender Inschrift an diese Zeit.

## Leistung
Rudolf von Alt ist einer der populärsten Künstler des 19. Jahrhunderts in Wien. Seine Leistung liegt in seiner meisterhaften Beherrschung des Aquarells. Er schuf über 1000 Aquarelle, die topografisch genau und atmosphärisch stimmungsvoll das Österreich der damaligen Zeit, sowohl Landschaften als auch vor allem Architektur, festhalten. Allein 100-mal stellte er den Stephansdom in Wien dar. Bekannt wurden auch seine Atelierbilder des Malers Hans Makart. Neben seinen Aquarellen malte Alt nur verhältnismäßig wenige Ölbilder. Erst 2011 konnte ein Werkverzeichnis der rund 150 Ölgemälde erscheinen. Zu seinen Förderern gehörte der Kunstsammler Jakob Gsell.

## Ehrungen

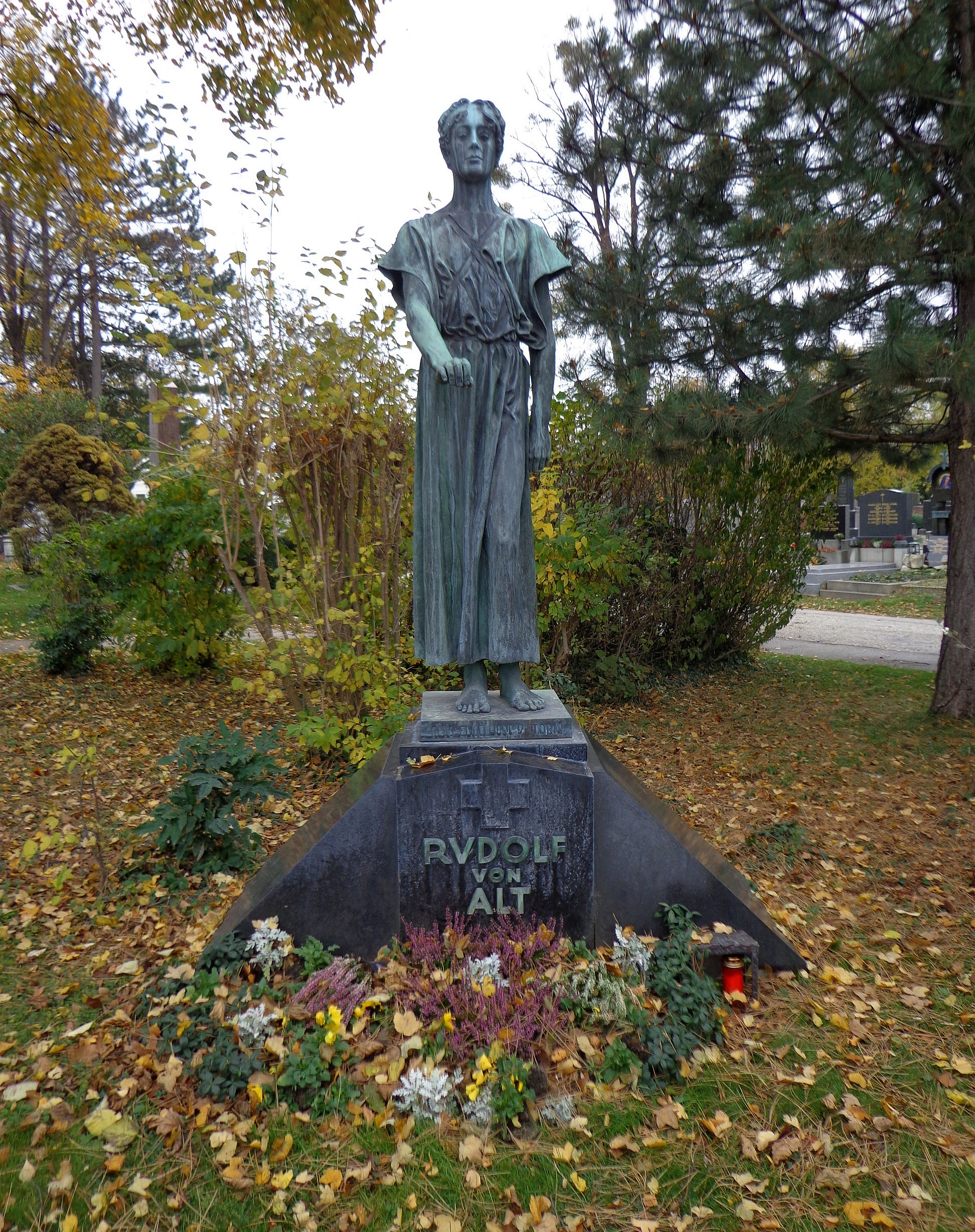
Ehrengrab auf dem Wiener Zentralfriedhof

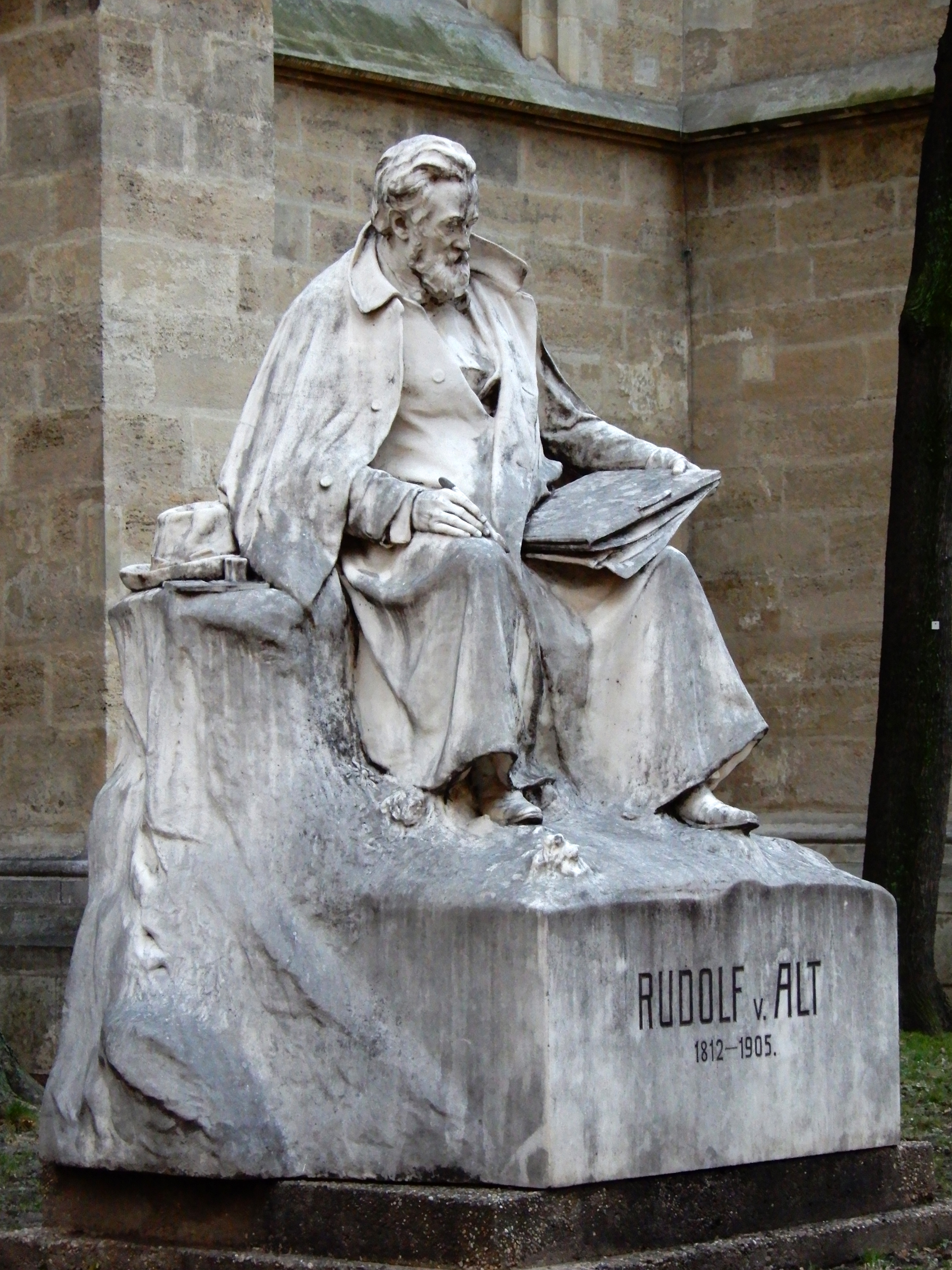
Denkmal Rudolfs von Alt am Minoritenplatz in Wien

- 1875 Reichel-Preis der Akademie für sein Gesamtwerk
- 1877 Erzherzog-Carl-Ludwig-Medaille
- 1892 Orden der Eisernen Krone III. Klasse
- 1892 Ehrenmitgliedschaft der Akademien von Wien und Berlin
- 1894 Große goldene Staatsmedaille
- 1897 Ehrenpräsident der Wiener Secession
- 1897 Erhebung in den Adelsstand als „Ritter von Alt“
- 1907 Benennung des Rudolf-von-Alt-Platzes in Wien-Landstraße
- 1908 Ehrengrab am Wiener Zentralfriedhof, von Josef Engelhart gestaltet
- 1912 Denkmal am Wiener Minoritenplatz, von Hans Scherpe gestaltet

## Werke (Auszug)
- Der Stephansdom in Wien (Wien, Belvedere, Inv. Nr. 2081), 1832, Öl auf Leinwand, 46 × 58 cm
- Der Stephansdom (Wien Museum), 1834, Öl auf Leinwand
- Ansicht der Strada Nuova gegen die Giardini Publicci in Venedig (Wien, Belvedere, Inv. Nr. 2082), 1834, Öl auf Leinwand, 46 × 63,5 cm
- Damenporträt, 1838, Aquarell auf Papier, 22 × 17 cm
- Ansicht von Kremsier (Wien, Albertina), 1842, Aquarell, 40,6 × 52 cm
- Das Portal der Stiftskirche Nonnberg (Wien, Belvedere), 1848, Öl auf Leinwand, 36 × 27 cm
- Ansicht des k. k. Waffenmuseums im Arsenal (Wien, Heeresgeschichtliches Museum), 1857, Aquarell auf Pappe[2]
- Der Markusplatz in Venedig mit österreichischem Militär (Wien, Heeresgeschichtliches Museum), um 1860, Öl auf Papier auf Leinwand, 35 × 44 cm
- Der Vestatempel in Rom (Wien, Belvedere, Inv. Nr. 3800), nach 1867, Öl auf Leinwand, 53 × 78,5 cm
- Blick auf Wien vom Krapfenwaldl, 1872[3]
- Ansicht der Wiener Hofburg mit altem Burgtheater (München, Graphische Sammlung)[4], 1883, Aquarell
- Selbstportrait (Wien, Privatbesitz), 1890, Aquarell auf Holz (Fächer), 30 × 40 cm
- Arbeitszimmer des Künstlers (München, Graphische Sammlung)[5], 1905, Aquarell